# Mûr-de-Bretagne
Mûr-de-Bretagne è un villaggio ed ex comune francese di 2 161 abitanti, situato nel comune di Guerlédan, nel dipartimento delle Côtes-d'Armor nella regione della Bretagna.
Dal 1º gennaio 2017 è stato fuso insieme a Saint-Guen nel nuovo comune di Guerlédan.

## Società

### Evoluzione demografica
Abitanti censiti

## Amministrazione
San Pietro di Feletto, dal 2018

## Sport
Mûr-de-Bretagne ha ospitato finora cinque volte l'arrivo del Tour de France:
| Anno | Tappa | Partenza      | km    | Vincitore di tappa   | Maglia gialla        |
| ---- | ----- | ------------- | ----- | -------------------- | -------------------- |
| 2011 | 4ª    | Lorient       | 172,5 | Cadel Evans          | Thor Hushovd         |
| 2015 | 8ª    | Rennes        | 181,5 | Alexis Vuillermoz    | Chris Froome         |
| 2018 | 6ª    | Brest         | 181   | Daniel Martin        | Greg Van Avermaet    |
| 2021 | 2ª    | Perros-Guirec | 183,5 | Mathieu van der Poel | Mathieu van der Poel |
| 2025 | 7ª    | Saint-Malo    | 197   | Tadej Pogačar        | Tadej Pogačar        |